# The Woman on the Index
The Woman on the Index è un film muto del 1919 diretto da Hobart Henley.
Il soggetto è tratto dal lavoro teatrale The Woman on the Index di Lillian Trimble Bradley e George Broadhurst, andato in scena a Broadway il 29 agosto 1918.
All'epoca delle riprese, l'attrice protagonista Pauline Frederick era ancora sposata con Willard Mack, il suo secondo marito che, nel film, ricopre il ruolo dell'agente bolscevico.

## Trama
Il passato di Sylvia Martin, la bellissima moglie del diplomatico David Maber, nasconde un segreto. La donna, da ragazza - povera commessa - era scappata di casa da un padre brutale e violento, trovando rifugio da Louis Gordon. Quest'ultimo, un giovanotto affascinante, si era però rivelato un truffatore. Appena sposati, Gordon - per sfuggire all'arresto, si era suicidato e la sua banda aveva incolpato Sylvia della morte. Arrestata, aveva subìto un processo per omicidio. Anche se assolta, il suo nome era stato iscritto in un indice e ora che Sylvia ha raggiunto una posizione sociale, è diventata ricattabile.
John Alden, l'ufficiale che l'aveva arrestata, ora è a capo dei servizi segreti e la induce a cercare di intrappolare Hugo Declasse, un agente bolscevico che si dimostra attratto da lei. Dapprima Sylvia rifiuta, poi, quando Alden fa appello al suo patriottismo, cede. Inizia una partita a rimpiattino tra lei e Declasse che, con in mano la famosa lista dove compare il suo nome, la utilizza per servirsi di lei. Alla fine, Declasse verrà smascherato dal proprio servitore giapponese, che si rivela essere un agente segreto.
Maber, il marito di Sylvia, venendo a conoscenza del passato della moglie, la perdona per averglielo taciuto e l'accoglie tra le sue braccia.

## Produzione
Il film fu prodotto dalla Goldwyn Pictures Corporation.

## Distribuzione
Distribuito dalla Goldwyn Distributing Company, il film - presentato da Samuel Goldwyn - uscì nelle sale cinematografiche statunitensi il 23 febbraio 1919.
Attualmente, la pellicola viene considerata perduta.